# Catedral Metropolitana Ortodoxa de São Paulo

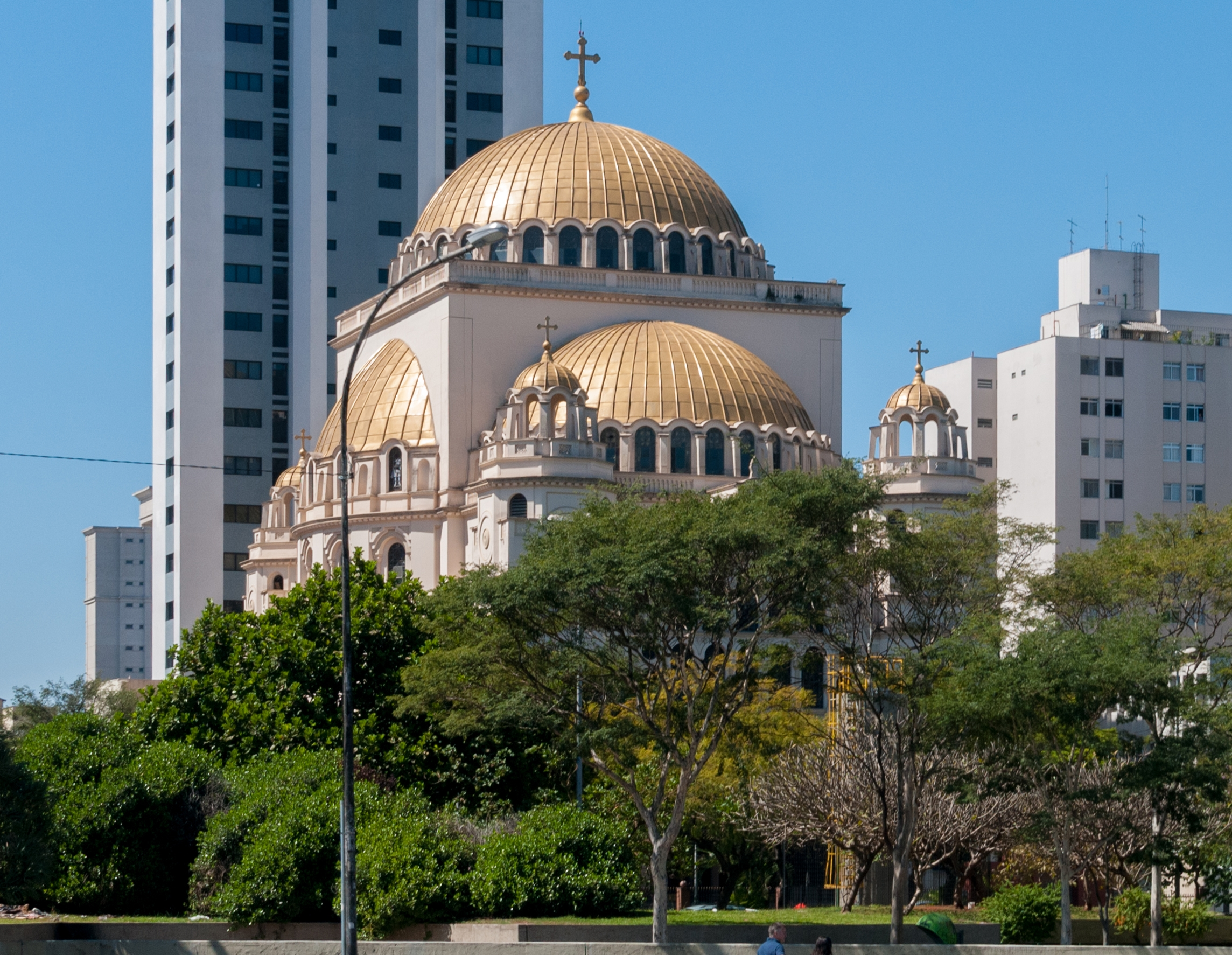
Seitenansicht der Catedral Metropolitana Ortodoxa.

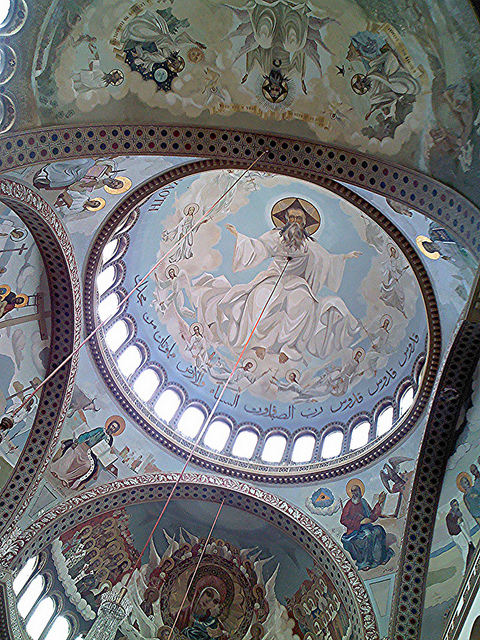
Innenansicht der Catedral Metropolitana Ortodoxa.

Die Catedral Metropolitana Ortodoxa de São Paulo ist die im neobyzantinischen Stil gebaute Kathedrale der antiochenisch-orthodoxen Erzdiözese Arquidiocese Ortodoxa Antioquina de São Paulo e Todo o Brasil der Stadt São Paulo in Brasilien. Sie ist eine der größten orthodoxen Kathedralen der Welt.
Die Kirche wurde von 1942 bis 1954 gebaut und 1954 eingeweiht. Sie ist der Hagia Sophia nachempfunden und steht an der Rua Vergueiro 1515.